# Oliver și prietenii
Oliver și prietenii (engleză Oliver & Company) este un film muzical de animație american din 1988. Este cel de-al 27-lea film animat al Disney. A fost re-lansat în Statele Unite ale Americii, Canada și Marea Britanie la 29 martie 1996.
Filmul este inspirat de romanul Oliver Twist de Charles Dickens, care fusese adaptat în multe alte filme. În această versiune, Oliver este o pisică, banda Fagin este alcătuită din câini (dintre care unul este Dodger), iar Sikes este un rechin.
În limba română este cooptată Ozana Barabancea. 